# Hœnir

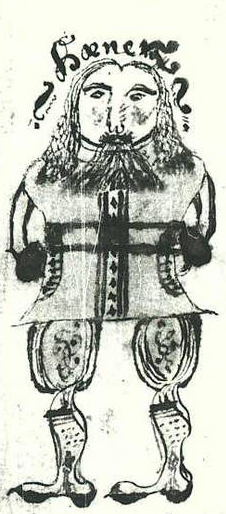
Hœnir

Hœnir was in de Germaanse mythologie een Ase. Evenals Mímir, ging hij naar de Vanir als gijzelaar om een overeenkomst te bezegelen. De Vanir maakten Hœnir tot een van hun leden, maar hij leed aan besluiteloosheid en steunde altijd op Mímir en gaf enkel vrijblijvend antwoord als Mímir afwezig was. Dit wordt verteld in de Ynglingesaga
In Völuspá, bij de schepping van de eerste volken, Ask en Embla, helpen Hœnir en Lóðurr de scheppergod Odin. In Gylfaginning, worden daarentegen Vili en Vé in de plaats genoemd. Aangezien Snorri Sturluson de Völuspá kende, is het mogelijk dat Hœnir een ander naam was voor Vili. Steeds aldus de Völuspá, was Hœnir een van de weinige goden die de Ragnarök gaan overleven. Hœnir heeft ook nog een kleinere rol in Haustlöng en Reginsmál.